# Gonolobus tenuisepalus
Gonolobus tenuisepalus là một loài thực vật có hoa trong họ La bố ma. Loài này được Krings mô tả khoa học đầu tiên năm 2002.